# 사회적 바람직성 편향
사회적 바람직성 편향(social-desirability bias)은 사회과학 연구에서 설문조사 응답자가 다른 사람에게 호의적으로 보일 방식으로 질문에 대답하는 경향인 응답 편향의 한 유형이다. 이는 "좋은 행동"을 과도하게 보고하거나 "나쁜" 행동을 과소보고하거나 바람직하지 않은 행동의 형태를 취할 수 있다. 이러한 경향은 자기보고서를 통한 연구 수행에 심각한 문제를 야기한다. 이러한 편향은 개인차뿐만 아니라 평균 경향의 해석을 방해한다.

## 같이 보기
- 브래들리 효과
- 자기 검열
- 자기보고서
- 침묵하는 다수
- 매체 편향
- 사회 연구